# گاراژ مردمی
گاراژ مردمی (به انگلیسی: People's Garage) فیلمی هندی محصول سال ۲۰۱۶ و به کارگردانی کوراتالا سیوا است. در این فیلم بازیگرانی همچون موهن لال، ان.تی راما رائو جونیور، سامانتا روت پرابو، نیتیا منن، دیوایانی، اشیش ویدیارتی و کجال آگاروال ایفای نقش کرده‌اند.